# Hermann Gremse
Georg August Hermann Gremse (* 8. November 1830 in Helmstedt; † 4. Januar 1907 in Sondershausen) war Gutspächter und Mitglied des Landtags des Fürstentums Schwarzburg-Sondershausen (DRP).

## Familie
Gremse war ein Sohn des Magdeburger Stadtwundarztes und Geburtshelfers Heinrich Christian Gremse und dessen Frau Johanna Christiane geborene Röder. Gremse, der evangelisch-lutherischen Glaubens war, heiratete am 29. März 1857 in Magdeburg Marie Henriette Leontine Weibezahl (* 12. Juni 1832; † 18. November 1905), Tochter des Kaufmanns Karl Wilhelm Weibezahl.

## Leben
Gremse war bis 1870 Gutspächter in Großsalza bei Magdeburg. Ab dem 4./7. November 1869/15. Juni 1870 war er Pächter der fürstlichen Domäne Schernberg.
1883 gründete er gemeinsam mit Otto Einert und Rudolf Schlegel die Aktiengesellschaft Zuckerfabrik Ebeleben und war später deren Aufsichtsratsvorsitzender. Er war Vorsitzender des Vorstandes der Schwarzburg-Sondershausener landwirtschaftlichen Berufsgenossenschaft von 1888 bis 1905. Daneben war er Mitglied und mehrjähriger Vorsitzender im Verein zur Beförderung der Landwirtschaft.

## Politik
Er vertrat konservative Positionen. Nachdem Otto Reinhardt sein Reichstagsmandat niedergelegt hatte, kam es zu einer Ersatzwahl im Reichstagswahlkreis Fürstentum Schwarzburg-Sondershausen, bei der der Gremse für die DRP kandidierte. Im ersten Wahlgang lag er mit 3233 Stimmen nur knapp hinter Gustav Lipke (NLP), der 3392 Stimmen erhalten hatte. In der Stichwahl stieg die Wahlbeteiligung von 45,8 % auf 60,6 %. Hiervon konnte Lipke profitieren, der die Stichwahl mit 6090 zu 3185 Stimmen gewinnen konnte. 1881 war er Unterzeichner von Wahlaufrufen für Oscar Schoenemann im Reichstagswahlkreis Fürstentum Schwarzburg-Sondershausen.
Vom 2. Januar/22. Januar 1877 bis zum 4. Januar 1907 war er Mitglied des Schwarzburg-Sondershäuser Landtags. Vom 30. August 1889 bis zum 4. Januar 1907 war er Vizepräsident des Landtags, ab dem 15. Juli 1896 an Alterspräsident.

## Auszeichnungen
- Ökonomierat (7. August 1886)[3]
- Fürstliches Ehrenkreuz III. Klasse (20. Mai 1890) anlässlich des 50-jährigen Bestehens des „Vereines zur Beförderung der Landwirthschaft“ in Sondershausen[4]
- Fürstliches Ehrenkreuz II. Klasse (7. August 1894)[5]

## Nachweise
1. ↑  Nachruf und Todesanzeige in Der Deutsche. Zeitung für Thüringen und den Harz vom 5. Januar 1907, Seite 1f. und Seite 3.
2. ↑  Der Deutsche. Zeitung für Thüringen und den Harz vom 20. November 1905, Todesanzeige.
3. ↑  Regierungs- und Nachrichtsblatt für das Fürstenthum Schwarzburg-Sondershausen vom 7. August 1886, S. 373.
4. ↑  Regierungs- und Nachrichtsblatt für das Fürstenthum Schwarzburg-Sondershausen vom 22. Mai 1890, S. 241.
5. ↑  Der Deutsche. Zeitung für Thüringen und den Harz vom 7. August 1894, 4. Seite.

| Personendaten    | Personendaten                                     |
| ---------------- | ------------------------------------------------- |
| NAME             | Gremse, Hermann                                   |
| ALTERNATIVNAMEN  | Gremse, Georg August Hermann (vollständiger Name) |
| KURZBESCHREIBUNG | Landtagsabgeordneter                              |
| GEBURTSDATUM     | 8. November 1830                                  |
| GEBURTSORT       | Helmstedt                                         |
| STERBEDATUM      | 4. Januar 1907                                    |
| STERBEORT        | Sondershausen                                     |